# Hydrolagus colliei
A Hydrolagus colliei a porcos halak osztályába, a tengerimacska-alakúak rendjébe és a Chimaeridae családjába tartozó faj.

## Magyar neve
Magyar nevét, a pettyes patkányhalat, hosszú patkányszerű farkáról kapta.

## Előfordulása
Élőhelye a Csendes-óceán északkeleti része.

## Leírása és életmódja
Más tengerimacskákkal ellentétben a Hydrolagus colliei időnként feltűnik a sekély vizekben is. Itt kemény héjú zsákmány, például kagylók és rákok után kutat. Akárcsak a többi tengerimacskának, a felső állkapcsa összeforrt a koponyával, így rendkívül szilárdan képes megragadni a zsákmányát. Erős alsó állkapcsa és éles elülső fogai erősebb harapást tesznek lehetővé, mint bármely ismert tengerimacskáé.

## Tápláléka
Táplálékai puhatestűek és rákszabásúak.